# Функция Гомпертца
Кривая Гомпертца или функция Гомпертца, названная в честь Бенджамина Гомпертца, является сигмовидной функцией. Это тип математической модели для временных рядов, где рост медленнее в начале и в конце периода. Она напоминает логистическую кривую, но не симметричную, а с более пологим правым хвостом, то есть замедление роста происходит не так быстро, как происходило его ускорение.

## Формула
{\displaystyle y(t)=ae^{be^{ct}}}
где
- a верхняя асимптота {\displaystyle ae^{be^{-\infty }}=ae^{0}=a}
- b, c отрицательные числа (параметры роста)
- b устанавливает смещение по x
- c задаёт темп роста (масштабирование по x)
- e число Эйлера (e = 2.71828…)

### Производная
Функция кривой может быть получена из закона смертности Гомпертца, в котором говорится, что уровень смертности (распада) экспоненциально падает с возрастом.
{\displaystyle k^{r}\propto {\frac {1}{y(t)}}}
где
- {\displaystyle r={\frac {y'(t)}{y(t)}}} - темп роста.
- k - произвольная постоянная.

## Примеры использования
Примеры использования для кривых Гомпертца включают в себя:
- Количество мобильных телефонов: пока стоимость была высокой рост был медленный, а затем период быстрого роста, а затем замедление когда было достигнуто насыщение.
- Население в ограниченном пространстве, так как уровень рождаемости сначала повышается, а затем медленно спадает по мере ограничения ресурсов.
- Моделирование роста опухоли.
- Моделирование роста википедии[1].

## Внешние ссылки
- Weisstein, Eric W. Gompertz Curve (англ.) на сайте Wolfram MathWorld.